# Navetă spațială
O navetă spațială (engleză - space shuttle) este o navă spațială reutilizabilă, care, după lansare și îndeplinirea unei misiuni spațiale, se reîntoarce pe Pământ în zbor liber fără propulsie, ca și un planor.
Termenul este înșelător, mulți oameni cred ca "navetă" înseamnă o navă mai mică, termenul însă este înrudit cu cel care semnifică călătoria regulată între două puncte ("a face naveta"), suveică sau lada reutilizabilă pentru transportul sticlelor.
În figurile de mai jos naveta spațială, ceva mai mică, se află în prim plan. În fundal se vede, mai mare, racheta pentru lansare, însoțită lateral de 2 rezervoare suplimentare de combustibil. Imediat după lansare naveta se desprinde de rachetă și rezervoare, acestea căzând fără navetă înapoi pe Pământ, în ocean.

## Galerie

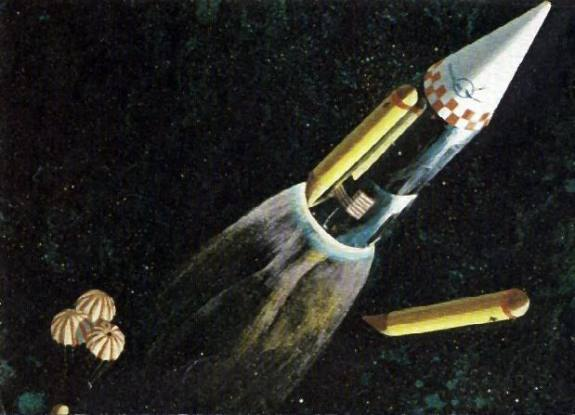
ROMBUS
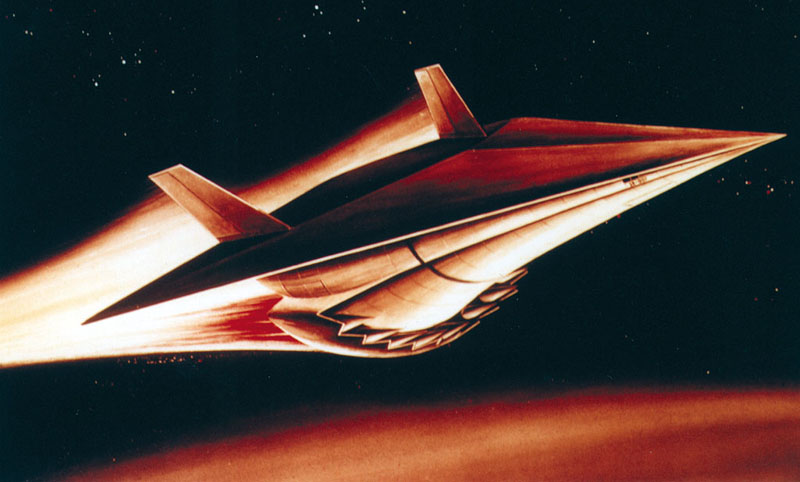
Aeroplan spaţial
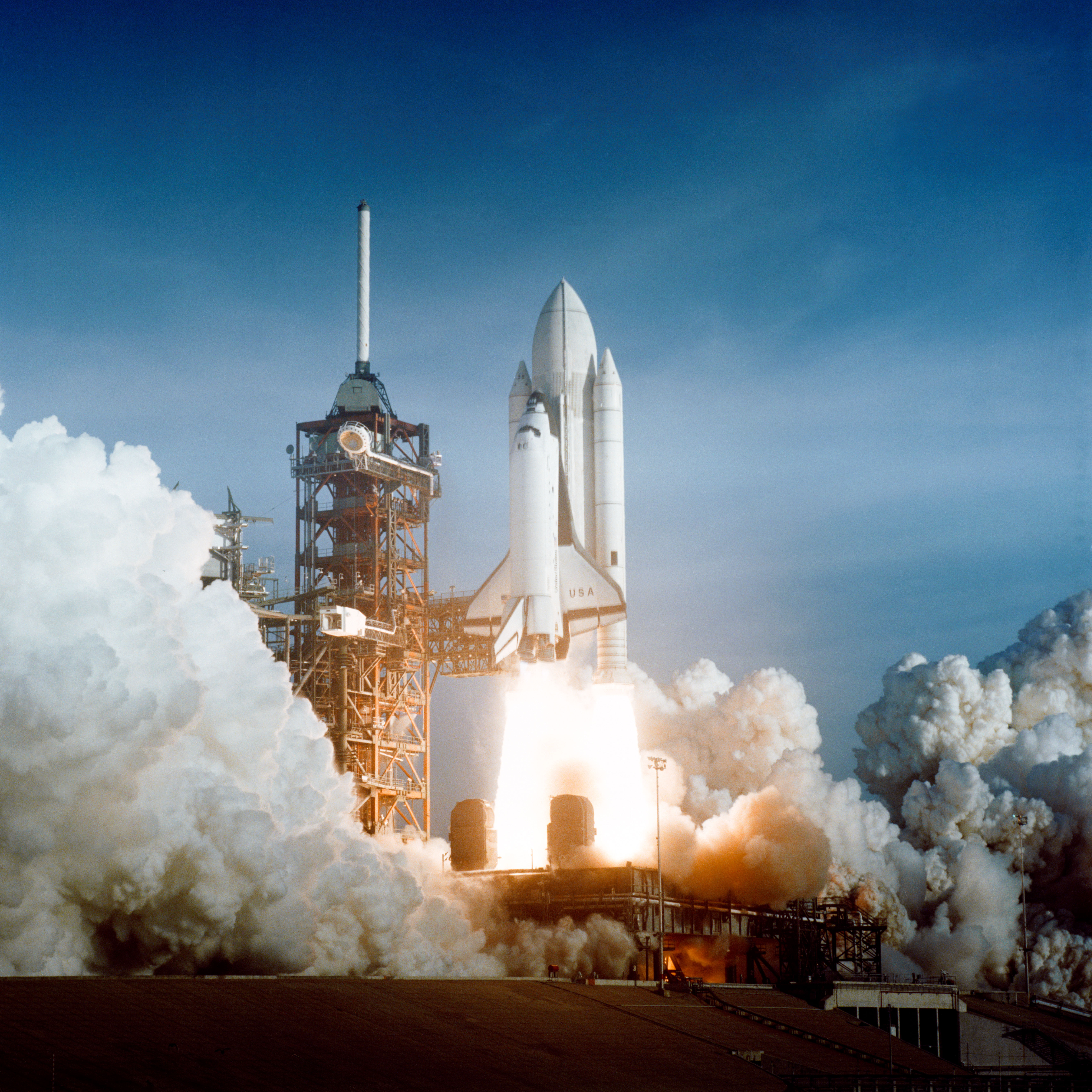
Naveta spațială Columbia
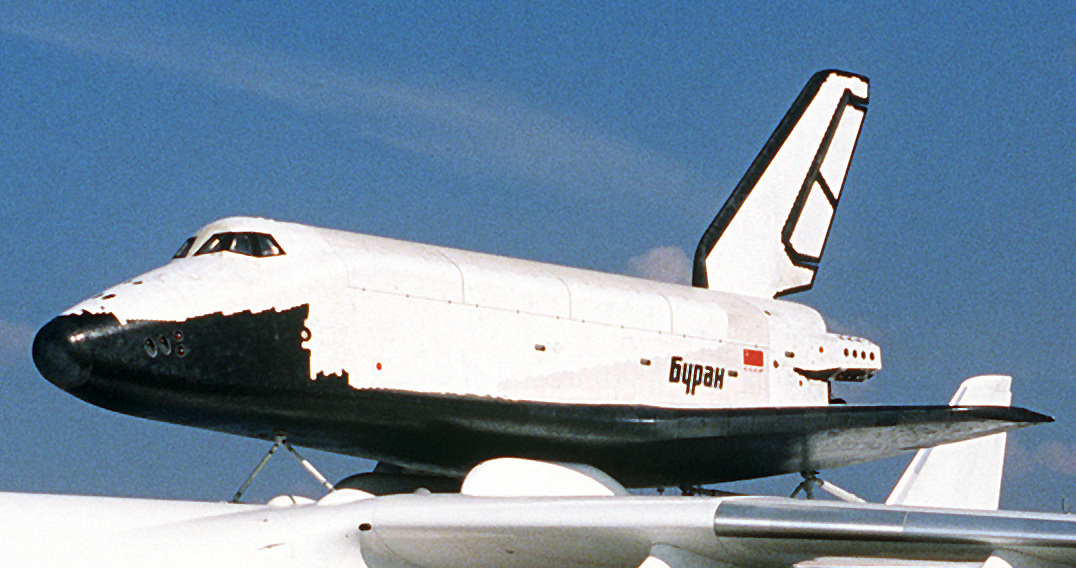
Naveta spațială Buran